# Barcs 1991-es bombázása

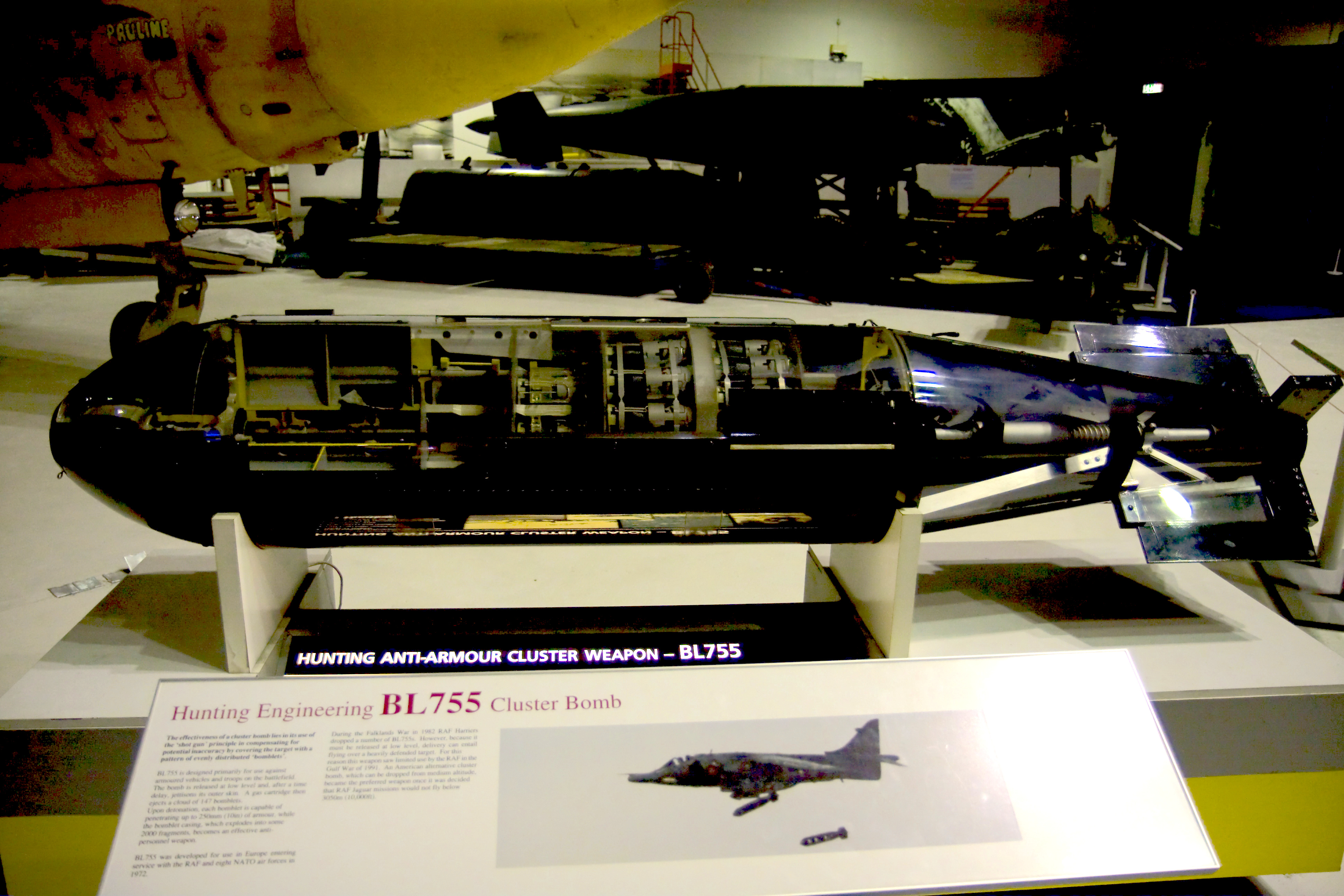
A BL755 típusú, MK3-as változatú kazettás bomba, ezt a típust vetették be Barcson

Barcs 1991-es bombázása a délszláv háború során történt. Az itt folyó légi harcok során egy jugoszláv vadászgép 1991. október 27-én 20 óra 51 perckor Barcsot támadta. Ekkor a támadási manőver részeként Jugoszlávia légteréből érkező MiG–21-es vadászrepülő 300-350 méteres magasságból indított magyar célpontok ellen két darab Hunting Engineering által gyártott BL755 típusú, MK3-as változatú kazettás bombát. A bombák szerencsére Barcs központi részétől távolabb robbantak fel, így személyi sérülést nem, de jelentős anyagi kárt több épületben is okoztak. A támadást követő magyar vizsgálat megállapította, hogy nem lehet szó véletlenről, hiszen kiváló látási viszonyok uralkodtak abban az időben. A bombázás miatt a későbbiekben Szabadkán lefolytatott magyar-jugoszláv vegyes bizottsági tárgyaláson a jugoszláv fél nem ismerte el, hogy magyar területet támadtak volna a légierejük kötelékébe tartozó vadászrepülők.

## Események
A délszláv háború részeként 1991-95 között zajló horvátországi háborúban közvetlenül a magyar határ túloldalán folytak a harcok. Ezek az összecsapások szándékosság nélkül önmagukban is azt jelenthették, hogy lövedékek, kis hatótávolságú rakéták hullhattak magyar területre. A légi hadviselésben a jugoszláv légierő csapásmérő repülőgépei a horvát erők elleni támadó manőverek egy részét magyar terület fölött kezdték el, és több esetben még a magyar légtérben tartózkodtak, amikor tüzet nyitottak a határ másik oldalán lévő horvát célpontjaikra.
Ebben az időben és légkörben történt meg a legnagyobb figyelmet kiváltó magyar lakott területet ért bombatámadás. A támadás előzménye volt, hogy az ekkor készültségben lévő Magyar Honvédség légtért ellenőrző rádiólokátorai Barcstól 15 kilométer távolságban, Verőce térségében 20:47-kor két légi célt derítettek fel, melyek magyar terület felé tartottak, de az egyre csökkenő repülési magasságuk miatt nem tudták őket tovább követni. Ezen gépek közül az egyik Barcs felett 20:51- kor kettő darab kazettás bombát oldott ki, majd a géppárban vele lévő másikkal együtt elhagyták a magyar légteret. A Hunting Engineering által készített BL755 típusú Mk.3 kazettás bombák szerencsére Barcs kevésbé sűrűn lakott részét érték el, ott robbantak fel és csak anyagi kárt okoztak, mivel a támadás következtében személyi sérülés nem történt. A gyors és váratlan végrehajtás miatt a gépek ellen a magyar légvédelem ellencsapást nem tett.

## Lehetséges magyarázatok
Az eset után a fő kérdés az volt, hogy a bombák kioldása miért történt. Felmerült a szándékosság és ezzel együtt a provokáció lehetősége, valamint egy esetleges véletlen technikai hiba is. A Magyar Légierő szakemberei által folytatott vizsgálat megállapította, hogy a gépekről készített radarfelvételek alapján az 1500 méter feletti magasságon történt repülőmozgásokat lehetett egyértelműen igazolni. Ezek szerint bizonyított volt, hogy Jugoszlávia légteréből érkezett két repülőeszköz, melyek alacsony repülőmagasságuk miatt egy rövid időre ugyan elveszített a radarfigyelés, de az újólag felemelkedő gépek a bombatámadás után ismét megjelentek a radarképen. A repülők magyarországi jelenlétét és a bombatámadást szemtanúk is meg tudták erősíteni.
A használt kazettás bomba emberélet kioltására előkészített robbanó töltettel volt felszerelve és a kazetta megmaradt darabjai alapján azonosítható volt a gyártója. Ez a BL755 típus, mely lényegében egy hengeres lemezszekrény, amelyben 144 db, 2,5 kg súlyú, fékezett zuhanási sebességű kisebb bomba volt elhelyezve. Ilyen típusú kazettás bombákat a Hunting Engineering adott el a Jugoszláv légierő MiG–21 bisz vadászrepülők fegyverzetéhez kiegészítésként. A bombák eladását a brit katonai véderőattasé is megerősítette. Felmerült azonban, hogy ezek a bombák esetleg véletlenül is leeshettek a gépről az esetleges rossz felfüggesztés vagy más egyéb hiba miatt. A vizsgálatot végzők hibára utaló jelet azonban a megmaradt kazetta darabokon nem találtak. A magyar szakértők szerint a bombákat rendeltetésszerűen élesítették és a kioldásuk után még a levegőben történt repülés közben szabályosan „leműködtek”.
Felmerült továbbá, hogy a támadó gépek esetleg eltévesztettek egy horvát célpontot, de ezt cáfolni látszott, hogy tökéletes 15-20 kilométeres vízszintes látással lehetett repülni. Továbbá a jugoszláv határ menti területeken elsötétített települések, falvak voltak, gyakorlatilag teljes sötétségben, míg a Dráva magyar oldalán kivilágított városok, falvak sorakoztak egymás mellett így a céltévesztést ki lehetett zárni. Ezt a pár perc múlva a Barcs légterébe vezényelt két magyar vadászrepülőgép is megerősítette.

### Szándékos jugoszláv provokáció
Az eset későbbi vizsgálataként Szabadkán lefolytatott magyar–jugoszláv vegyes bizottsági tárgyaláson kiderült, hogy a jugoszláv fél a magyar tényfeltárás ellenére semmit sem ismer el. A jugoszláv elzárkózás miatt hivatalosan továbbra sem lehet tudni, hogy ki és miért követte el a bombák kioldását Barcs felett.

## Következtetések
Az eset valószínűsíthetően katonailag megtervezett manőver keretében zajlott le. Az indítékokat azonban nem sikerült feltárni az eddigi vizsgálódásoknak. Egy biztos, hogy az esetnek is köszönhetően a magyar légierő részére modernebb repülőeszközöket, MiG–29-eseket szereztek be. A radarrendszer és különösen a déli határszél légterének megfigyelése érdekében nagyszabású tervek készültek állandó radarállomás és nagyobb hatékonyságú légtérfigyelő rendszer kiépítésére. Ezek a tervek azonban nem kerültek megvalósításra. A lezajlott délszláv háborút követően civil kezdeményezések kifejezetten ellenezték a rendszer állandó elemének megépítését a Mecsekben.